# Giro del Trentino 1984
Il Giro del Trentino 1984, ottava edizione della corsa, si svolse dal 7 al 10 maggio su un percorso di 627 km ripartiti in 3 tappe più un cronoprologo, con partenza a Folgaria e arrivo a Trento. Fu vinto dall'italiano Franco Chioccioli della Murella-Rossin davanti ai suoi connazionali Emanuele Bombini e Luciano Loro.

## Tappe
| Tappa  | Data      | Percorso                                | km  | Vincitore di tappa    | Leader cl. generale |
| ------ | --------- | --------------------------------------- | --- | --------------------- | ------------------- |
| Prol.  | 7 maggio  | Folgaria > Folgaria (cron. individuale) | 5   | Roberto Visentini     | Roberto Visentini   |
| 1ª     | 8 maggio  | Folgaria > Fiera di Primiero            | 218 | Acácio da Silva       | Acácio da Silva     |
| 2ª     | 9 maggio  | Fiera di Primiero > Tione di Trento     | 196 | Franco Chioccioli     | Franco Chioccioli   |
| 3ª     | 10 maggio | Tione di Trento > Trento                | 208 | Pierangelo Bincoletto | Franco Chioccioli   |
| Totale | Totale    | Totale                                  | 627 |                       |                     |

## Dettagli delle tappe

### Prologo
- 7 maggio: Folgaria > Folgaria (cron. individuale) – 5 km

| Pos. | Corridore         | Squadra        | Tempo |
| ---- | ----------------- | -------------- | ----- |
| 1    | Roberto Visentini | Carrera        | 6'17" |
| 2    | Riccardo Magrini  | Metauro Mobili | a 5"  |
| 3    | Tullio Bertacco   | Bianchi        | a 11" |

| Pos. | Corridore         | Squadra | Tempo |
| ---- | ----------------- | ------- | ----- |
| 1    | Roberto Visentini | Carrera | 6'17" |

### 1ª tappa
- 8 maggio: Folgaria > Fiera di Primiero – 218 km

| Pos. | Corridore         | Squadra | Tempo    |
| ---- | ----------------- | ------- | -------- |
| 1    | Acácio da Silva   | Malvor  | 5h47'00" |
| 2    | Dag Erik Pedersen | Murella | a 8"     |
| 3    | Franco Chioccioli | Murella | a 16"    |

| Pos. | Corridore       | Squadra | Tempo |
| ---- | --------------- | ------- | ----- |
| 1    | Acácio da Silva | Malvor  |       |

### 2ª tappa
- 9 maggio: Fiera di Primiero > Tione di Trento – 196 km

| Pos. | Corridore         | Squadra | Tempo    |
| ---- | ----------------- | ------- | -------- |
| 1    | Franco Chioccioli | Murella | 5h10'21" |
| 2    | Mario Beccia      | Malvor  | s.t.     |
| 3    | Luciano Loro      | Carrera | s.t.     |

| Pos. | Corridore         | Squadra | Tempo |
| ---- | ----------------- | ------- | ----- |
| 1    | Franco Chioccioli | Murella |       |

### 3ª tappa
- 10 maggio: Tione di Trento > Trento – 208 km

| Pos. | Corridore             | Squadra        | Tempo    |
| ---- | --------------------- | -------------- | -------- |
| 1    | Pierangelo Bincoletto | Metauro Mobili | 5h22'05" |
| 2    | Alf Segersäll         | Bianchi        | s.t.     |
| 3    | Maurizio Piovani      | Del Tongo      | s.t.     |

| Pos. | Corridore         | Squadra   | Tempo     |
| ---- | ----------------- | --------- | --------- |
| 1    | Franco Chioccioli | Murella   | 16h26'48" |
| 2    | Emanuele Bombini  | Del Tongo | a 5"      |
| 3    | Luciano Loro      | Carrera   | a 17"     |

## Classifiche finali

### Classifica generale
| Pos. | Corridore                | Squadra                | Tempo     |
| ---- | ------------------------ | ---------------------- | --------- |
| 1    | Franco Chioccioli        | Murella-Rossin         | 16h26'48" |
| 2    | Emanuele Bombini         | Del Tongo-Colnago      | a 5"      |
| 3    | Luciano Loro             | Carrera-Inoxpran       | a 17"     |
| 4    | Mario Beccia             | Malvor-Bottecchia      | a 21"     |
| 5    | Sven-Åke Nilsson         | Santini-Conti-Galli    | a 1'23"   |
| 6    | Acácio da Silva          | Malvor-Bottecchia      | a 3'18"   |
| 7    | Gianbattista Baronchelli | Murella-Rossin         | a 3'47"   |
| 8    | Alessandro Paganessi     | Sammontana-Campagnolo  | a 3'53"   |
| 9    | Alfredo Chinetti         | Supermercati Brianzoli | a 4'01"   |